# Sinohomaloptera kwangsiensis
Sinohomaloptera kwangsiensis és una espècie de peix de la família dels balitòrids i de l'ordre dels cipriniformes.

## Morfologia
- Els mascles poden assolir 12 cm de longitud total.[5][6]

## Hàbitat
És un peix demersal i de clima subtropical.

## Distribució geogràfica
Es troba a Àsia: conques dels rius Nam Ma (Laos) i Sông Nhi Ha (el Vietnam i la Xina -Yunnan-).